# Ricardo Carraco
Ricardo Carraco (ur. 9 lutego 1992 r.) – portugalski wioślarz.

## Osiągnięcia
- Mistrzostwa Świata Juniorów – Brive-la-Gaillarde 2009 – dwójka podwójna – 21. miejsce[1].
- Mistrzostwa Europy – Montemor-o-Velho 2010 – ósemka wagi lekkiej – 3. miejsce[1].